# Перцев Григорій Михайлович
Григорій Михайлович Перцев (нар.. 21 вересня 1929 року в селі Михалівське Верхньо-Теплянського району Луганської області Української РСР — пом. 27 жовтня 2005 року в Генуї, Італія) — радянський художник (монументаліст, живописець, авангардист, сюрреаліст). Член Спілки художників СРСР (з 1969 року) та Спілки художників Росії, учасник регіональних, республіканських та міжнародних виставок, Заслужений діяч мистецтв РРФСР. У період із 1971 по 1978 рік був головним художником міста Воронежа.

## Біографія
Григорій Перцев народився 21 вересня 1929 року в селі Михалівське Верхньо-Теплянського району Луганської області Української РСР у сім'ї заможного купця-пайовика Михайла Кузьмича Перцева та Ірини Миколаївни Пшеничної. Діда, Кузьму Олексійовича Перцева, було заслано на поселення в Сибір у 1921 році, а згодом розстріляно, майно діда (кузня, великий будинок, лабаз і сад, земельні ділянки) було націоналізоване радянською владою. Григорій Перцев розповідав:
«Мати Ірина Миколаївна Пшеничнова часто і гірко згадувала про цей час, коли заарештували діда, сім'ю з великого просторого будинку викинули на вулицю, брат діда Опанас Перцев зміг бігти, зміг забрати врятувати якісь цінності, і вся сім'я багато років сподівалася, що він живий хотілося б зустрітися з ним через багато років. Події 1920 років вплинули на моє рішення дистанціюватися від правлячої влади, тому ніколи не був членом КПРС.»
У воєнні роки 1942 року у 13-річному віці Григорій допомагав у станиці Михайлівське орати поля, освоїв роботу на тракторі. У 1947 році Григорій вступив до Луганського художнього училища і успішно закінчив його у 1953 році. Далі служба у Збройних Силах СРСР до 1957 року. Демобілізувавшись, вступив до Харківського художньо-промислового інституту, де навчався у 1958–1964 роках, закінчивши з відзнакою факультет «Монументальне мистецтво». Роботи Григорія Перцева зберігаються на кафедрі живопису у методфонді ХХПІ (нині Харківська державна академія дизайну та мистецтв). Практику проходив у НДР у Дрезденській художній галереї (1966—1967). З 1968 року почав брати участь у регіональних, республіканських та міжнародних виставках та вступає Спілка художників СРСР. Проживав у містах Донецьк, Миколаїв, Харків, був розподілений у Воронезьку спілку художників у 1969 році. З 1971 по 1978 рік працював на посаді головного художника міста Воронежа. Роботи Перцева Григорія та статті про нього неодноразово публікувалися у журналах «Мистецтво», «Декоративне мистецтво СРСР».
З 1969 по 1986 рік жив і працював у Воронежі, потім придбав будинок у м. Кисловодськ, де жив і займався живописом, реставрував мозаїчне панно на архітектурному об'єкті «Нарзанні ванни». Створив галерею портретів «Козаки». З 2001 року жив і працював у Генуї (Італії), де й помер 27 жовтня 2005 року. Похований на цвинтарі Cimitero monumentale di Staglieno у Генуї.

## Особисте життя
Перша дружина — Лариса Миколаївна Іванова, телережисерка з Донецька, син — Ігор Григорович Перцев (1961—2014) художник-абстракціоніст, останні роки жив у Канаді .
Друга дружина — Тамара Костянтинівна Гребенешникова/Перцева (1954), музикантка, що працювала ведучою на воронезькому телебаченні у 1970-х роках.
Діти:
- донька Млада Григорівна Перцева (Mlada Pertseva)[3] — художниця, дизайнерка, графік, проживає в місті Цюріх (Швейцарія),
- син Григорій Григорович Перцев — художник-ілюстратор (Росія, США).
- син Михайло Григорович Перцев — скульптор (Росія, Канада).

## Виставки та творча діяльність
Серед найбільш значущих виставок у яких брав участь Григорій Перцев:
- 1975—1977 — Міжнародна виставка в Центральному виставковому залі «Манеж» (Москва), монументальне полотно «Мала Земля» (480,5 × 690 см), робота удостоєна гран-прі та куплена для експозиції в місті Сюрен (Франція).
- 1980 — Міжнародна виставка в Ленінграді . Полотно « Пам'ять батька» .
- 1981 — Міжнародна виставка в Москві ЦДХ, триптих «Пори року».
- 1983 — Виставка Memorie (Венеція, Італія). Натюрморт «Світло та тінь» (авангард).

Григорій Перцев автор численних мозаїчних панно, серед найбільш значущих робіт панно в Кисловодську на будівлі всесвітньо відомих Нарзанних ванн замість втраченого панно створеного в 1885 за ескізами Михайла Врубеля . Григорій Перцев зміг запропонувати своє рішення, яке стилістично чудово вписалось у загальну концепцію стилю модерн та оформлення архітектурного ансамблю комплексу будівель Нарзанних ванн. Роботи Перцева зберігаються у низці музеїв Росії, зокрема, у музеї ім. Крамського (Вороніж, «Автопортрет», «Сім'я», «Весняний пейзаж»), у музеї Рязані (портрет «Мати», «Портрет невідомої в лисячій шапці»), Кисловодському історико-краєзнавчому музеї (монументальне полотно "Портрет професора кардіолога Анатолія "). Мальовничі полотна Перцева Григорія Михайловича зберігаються також у приватних колекціях Росії, Європи, Італії, Франції та Німеччини.